# アレックス・カサレス
アレックス・カサレス（Alex Caceres、1988年6月20日 - ）は、アメリカ合衆国の男性総合格闘家。フロリダ州マイアミ出身。フリーダム・ファイターズMMA/MMAラボ所属。

## 来歴
14歳の頃は喧嘩ばかりしており、格闘技に興味を持っていた。しかし、家庭の経済的な理由により、カサレスはジムに入れず、兄が通っていた高校のレスリング部で格闘技の練習を始めた。
2008年11月6日、プロ総合格闘技デビュー戦を腕ひしぎ十字固めで2R一本勝ち。

### UFC
2011年3月26日、UFCデビュー戦。UFC Fight Night: Nogueira vs. Davisでマッケンス・セメルジエールと対戦し、リアネイキドチョークで1R一本負け。
2011年11月12日、フェザー級からバンタム級へ転向。UFC on FOX 1でコール・エスコヴィードと対戦し、3-0の判定勝ち。
2012年7月11日、UFC on Fuel TV 4でダマッシオ・ペイジと対戦し、三角絞めで2R一本勝ち。サブミッション・オブ・ザ・ナイトを受賞した。
2013年3月3日、UFC on Fuel TV 8でカン・ギョンホと対戦し、2-1の判定勝ちを収めるも、試合後に薬物検査でカサレスからマリファナの代謝物が検出されたため、試合結果はノーコンテストとなり、6か月間の試合出場停止処分を受けた。
2014年1月25日、UFC on FOX 10でセルジオ・ペティスと対戦し、リアネイキドチョークで3R一本勝ち。ファイト・オブ・ザ・ナイトとサブミッション・オブ・ザ・ナイトを同時受賞した。
2014年7月5日、UFC 175でバンタム級ランキング2位のユライア・フェイバーと対戦し、リアネイキドチョークで3R一本負け。
2015年6月6日、UFC Fight Night: Boetsch vs. Hendersonでバンタム級ランキング11位のフランシスコ・リベラと対戦し、左フックでダウンを奪われパウンドで開始22秒のKO負け。
2016年8月6日、UFC Fight Night: Rodriguez vs. Caceresでフェザー級ランキング13位のヤイール・ロドリゲスと対戦し、1-2の5R判定負け。敗れはしたものの、ファイト・オブ・ザ・ナイトを受賞した。
2018年7月6日、The Ultimate Fighter 27 Finaleでマルティン・ブラボーと対戦し、2-1の判定勝ち。ファイト・オブ・ザ・ナイトを受賞した。
2021年10月23日、UFC Fight Night: Costa vs. Vettoriでチェ・スンウと対戦。1Rに反則である膝をついた状態の頭部に膝蹴りを貰い、ダメージで一時試合が中断したものの、2Rにバックを奪いリアネイキドチョークで一本勝ち。パフォーマンス・オブ・ザ・ナイトを受賞し、5連勝を飾った。
2022年3月12日、UFC Fight Night: Santos vs. Ankalaevでフェザー級ランキング12位のソディック・ユサフと対戦し、0-3の判定負け。
2022年12月17日、UFC Fight Night: Cannonier vs. Stricklandでジュリアン・エローサと対戦し、左ストレートのフェイントから変則的な左ハイキックでダウンを奪い、パウンドで1RTKO勝ち。パフォーマンス・オブ・ザ・ナイトを受賞した。
2023年6月3日、UFC on ESPN: Kara-France vs. Albaziでダニエル・ピネダと対戦し、3-0の判定勝ち。ファイト・オブ・ザ・ナイトを受賞した。
2023年8月26日、UFC Fight Night: Holloway vs. The Korean Zombieでフェザー級ランキング9位のギガ・チカゼと対戦し、0-3の判定負け。

## 人物・エピソード
- ニックネームの「ブルース・リーロイ」（Bruce Leeroy）は、映画「The Last Dragon」の登場人物に因んだものである[5]。
- 実兄のホセ・カサレスも総合格闘家であり、2013年に後のUFC世界ウェルター級王者カマル・ウスマンに勝利している[6]。
- 好きな格闘家として須藤元気を挙げている[7]。

## 戦績
| 総合格闘技 戦績 | 総合格闘技 戦績 | 総合格闘技 戦績 | 総合格闘技 戦績 | 総合格闘技 戦績 | 総合格闘技 戦績 | 総合格闘技 戦績 |
| --------------- | --------------- | --------------- | --------------- | --------------- | --------------- | --------------- |
| 37 試合         | (T)KO           | 一本            | 判定            | その他          | 引き分け        | 無効試合        |
| 21 勝           | 4               | 7               | 10              | 0               | 0               | 1               |
| 15 敗           | 1               | 7               | 7               | 0               | 0               | 1               |

| 勝敗 | 対戦相手                       | 試合結果                             | 大会名                                          | 開催年月日     |
| ×    | ショーン・ウッドソン           | 5分3R終了 判定0-3                    | UFC on ESPN 56: Lewis vs. Nascimento            | 2024年5月11日  |
| ×    | ギガ・チカゼ                   | 5分3R終了 判定0-3                    | UFC Fight Night: Holloway vs. The Korean Zombie | 2023年8月26日  |
| ○    | ダニエル・ピネダ               | 5分3R終了 判定3-0                    | UFC on ESPN 46: Kara-France vs. Albazi          | 2023年6月3日   |
| ○    | ジュリアン・エローサ           | 1R 3:04 TKO（左ハイキック→パウンド） | UFC Fight Night: Cannonier vs. Strickland       | 2022年12月17日 |
| ×    | ソディック・ユサフ             | 5分3R終了 判定0-3                    | UFC Fight Night: Santos vs. Ankalaev            | 2022年3月12日  |
| ○    | チェ・スンウ                   | 2R 3:31 リアネイキドチョーク         | UFC Fight Night: Costa vs. Vettori              | 2021年10月23日 |
| ○    | ケビン・クルーム               | 5分3R終了 判定3-0                    | UFC Fight Night: Rozenstruik vs. Gane           | 2021年2月27日  |
| ○    | オースティン・スプリンガー     | 1R 3:38 リアネイキドチョーク         | UFC Fight Night: Smith vs. Rakić                | 2020年8月29日  |
| ○    | チェイス・フーパー             | 5分3R終了 判定3-0                    | UFC 250: Nunes vs. Spencer                      | 2020年6月6日   |
| ○    | スティーブン・ピーターソン     | 5分3R終了 判定3-0                    | UFC on ESPN 4:dos Anjos vs. Edwards             | 2019年7月20日  |
| ×    | クロン・グレイシー             | 1R 2:06 リアネイキドチョーク         | UFC on ESPN 1: Ngannou vs. Velasquez            | 2019年2月18日  |
| ○    | マルティン・ブラボー           | 5分3R終了 判定2-1                    | The Ultimate Fighter 27 Finale                  | 2018年7月6日   |
| ×    | ワン・グワン                   | 5分3R終了 判定1-2                    | UFC Fight Night: Bisping vs. Gastelum           | 2017年11月25日 |
| ○    | ローランド・ディ               | 2R 5:00 TKO（ドクターストップ）      | UFC Fight Night: Holm vs. Correia               | 2017年6月17日  |
| ×    | ジェイソン・ナイト             | 2R 4:21 リアネイキッドチョーク       | UFC on FOX 23: Shevchenko vs. Pena              | 2017年1月28日  |
| ×    | ヤイール・ロドリゲス           | 5分5R終了 判定1-2                    | UFC Fight Night: Rodriguez vs. Caceres          | 2016年8月6日   |
| ○    | コール・ミラー                 | 5分3R終了 判定3-0                    | UFC 199: Rockhold vs. Bisping 2                 | 2016年6月4日   |
| ○    | マシオ・フーレン               | 5分3R終了 判定3-0                    | UFC on FOX 18: Johnson vs. Bader                | 2016年1月30日  |
| ×    | フランシスコ・リベラ           | 1R 0:21 KO（左フック→パウンド）      | UFC Fight Night: Boetsch vs. Henderson          | 2015年6月6日   |
| ×    | 金原正徳                       | 5分3R終了 判定0-3                    | UFC Fight Night: Hunt vs. Nelson                | 2014年9月20日  |
| ×    | ユライア・フェイバー           | 3R 1:09 リアネイキドチョーク         | UFC 175: Weidman vs. Machida                    | 2014年7月5日   |
| ○    | セルジオ・ペティス             | 3R 4:39 リアネイキドチョーク         | UFC on FOX 10: Henderson vs. Thomson            | 2014年1月25日  |
| ○    | ローランド・デローム           | 5分3R終了 判定2-1                    | UFC 165: Jones vs. Gustafsson                   | 2013年9月21日  |
| －   | カン・ギョンホ                 | ノーコンテスト（薬物検査失格）       | UFC on Fuel TV 8: Silva vs. Stann               | 2013年3月3日   |
| ○    | 手塚基伸                       | 5分3R終了 判定2-1                    | UFC on Fuel TV 6: Franklin vs. Le               | 2012年11月10日 |
| ○    | ダマッシオ・ペイジ             | 2R 1:27 三角絞め                     | UFC on Fuel TV 4: Munoz vs. Weidman             | 2012年7月11日  |
| ×    | エドウィン・フィゲロア         | 5分3R終了 判定1-2                    | UFC 143: Diaz vs. Condit                        | 2012年2月4日   |
| ○    | コール・エスコヴィード         | 5分3R終了 判定3-0                    | UFC on FOX 1: Velasquez vs. dos Santos          | 2011年11月12日 |
| ×    | ジミー・ヘッテス               | 2R 3:12 リアネイキドチョーク         | UFC Live: Hardy vs. Lytle                       | 2011年8月14日  |
| ×    | マッケンス・セメルジエール     | 1R 3:18 リアネイキドチョーク         | UFC Fight Night: Nogueira vs. Davis             | 2011年3月26日  |
| ○    | ケタマ・ジャマール・マクレナン | 3R 2:48 TKO（パンチ）                | G-Force Fights: Bad Blood 3                     | 2010年2月4日   |
| ×    | マット・マクック               | 2R 3:56 腕ひしぎ十字固め             | WFC: Battle of the Bay 8                        | 2009年7月10日  |
| ×    | ファーカード・シャリポフ       | 3R 3:01 腕ひしぎ十字固め             | Best of the Best                                | 2009年6月12日  |
| ○    | ジョエル・ガルシア             | 1R 1:05 三角絞め                     | XFN: Da Matta vs. Thorne                        | 2009年5月14日  |
| ○    | エリック・コヴァリク           | 1R 1:58 リアネイキドチョーク         | KOTC: Hurricane                                 | 2009年2月21日  |
| ○    | トゥーリオ・クィンタニリャ     | 2R 4:14 TKO（パンチ）                | MFA: There Will Be Blood                        | 2008年12月13日 |
| ○    | エリック・ルーク               | 2R 1:45 腕ひしぎ十字固め             | G-Force Fights: Bad Blood 1                     | 2008年11月6日  |

## 表彰
- UFC ファイト・オブ・ザ・ナイト（3回）
- UFC サブミッション・オブ・ザ・ナイト（2回）
- UFC パフォーマンス・オブ・ザ・ナイト（2回）